# 埃爾科廖省
埃爾科廖省（西班牙語：Provincia de El Collao），是秘魯的省份，位於該國東南部普諾大區，首府是伊拉韋，始建於1992年，面積5,600平方公里，2007年人口81,959，人口密度每平方公里14.63人。
16°05′07″S 69°38′13″W / 16.085278°S 69.637041°W